# Stanley Fischer
Stanley Fischer (Mazabuka, 15 ottobre 1943 – Lexington, 31 maggio 2025) è stato un economista, dirigente d'azienda e banchiere israeliano naturalizzato statunitense.
Dal gennaio 2014 al settembre 2017 è stato vice presidente della Federal Reserve System, la banca centrale degli Stati Uniti. Nato in Rhodesia Settentrionale, aveva la doppia cittadinanza israeliana e statunitense. Dopo una brillante carriera accademica, Fischer ricopre diverse cariche di rilievo in organismi internazionali come la Banca Mondiale e il Fondo Monetario Internazionale. Nel 2005 il governo israeliano lo nomina governatore della Bank of Israel e nel 2013 abbandona in anticipo il suo secondo mandato. Per la sua lunga esperienza in organismi internazionali nonché per il rigore scientifico ed accademico, Fischer era considerato uno dei migliori banchieri centrali del mondo.

## Biografia
Fischer è nato in una famiglia ebraica a Mazabuka, nella Rhodesia Settentrionale all'epoca colonia britannica, oggi Zambia. All'età di 13 anni si trasferì con la famiglia nella Rhodesia Meridionale, odierno Zimbabwe. Pur avendo pianificato di iscriversi all'Università di Gerusalemme dove intendeva studiare chimica, studiò invece economia in Gran Bretagna dopo aver ottenuto una borsa di studio alla London School of Economics. La scelta di intraprendere studi economici fu dettata dalla grande impressione che ricavò dalla lettura di Paul Samuelson e della Teoria generale dell'occupazione, dell'interesse e della moneta di John Maynard Keynes. A Londra conseguì Bachelor of Science e Master of Science in economia tra 1962 e 1966. Si trasferì quindi negli Stati Uniti per ottenere il dottorato in economia al Massachusetts Institute of Technology (MIT), conseguito in soli tre anni nel 1969 con la tesi intitolata Essays on assets and contingent commodities scritta sotto la supervisione di Franklin Fisher.

### Carriera
Dopo aver ottenuto il Ph.D., Fischer iniziò la carriera accademica all'Università di Chicago. All'epoca si stava consumando un ampio dibattito tra l'Università di Chicago, sostenuta da Carnegie Mellon University e University of Minnesota, e le università costiere, in particolare University of California, Harvard e MIT. Tale dibattito fu iniziato da Robert Lucas con un'aspra critica agli economisti keynesiani. In questo dibattito Fischer si mantenne equidistante e nel 1977 scrisse l'articolo Long-Term Contracts, Rational Expectations, and the Optimal Money Supply Rule in cui combina l'idea di aspettative razionali, sostenuta da economisti neoclassici come Robert Lucas, con l'idea di vischiosità. Questo articolo fece di Fischer una delle figure centrali tra gli economisti neokeynesiani.
Nel 1976 ottiene la cittadinanza statunitense e l'anno successivo diventa professore del dipartimento di economia del MIT, dove rimarrà fino al 1988. Negli anni al MIT Fischer è stato relatore della tesi di dottorato di Ben Bernanke, presidente della Federal Reserve tra 2006 e 2014. È stato inoltre professore di Mario Draghi, presidente della Banca Centrale Europea, N. Gregory Mankiw, consigliere economico di George W. Bush e Lawrence Summers, segretario al Tesoro degli Stati Uniti sotto la presidenza di Bill Clinton.
Tra gennaio 1988 e agosto 1990 è stato alto dirigente della Banca Mondiale. È poi diventato vicedirettore generale del Fondo Monetario Internazionale, carica ricoperta dal settembre 1994 all'agosto 2001. Fischer è stato membro del Gruppo dei Trenta, nominato nel 2001. Tra febbraio 2002 e aprile 2005 è stato vicepresidente della multinazionale statunitense di servizi finanziari Citigroup. Nel 2011, dopo le dimissioni di Dominique Strauss-Kahn, è stata considerata la sua candidatura al vertice del FMI.

## Banche centrali

### Banca di Israele
Nel gennaio 2005 il governo israeliano nominò Fischer governatore della Bank of Israel, dopo essere stato indicato dal primo ministro Ariel Sharon e dal ministro delle finanze Benjamin Netanyahu. Assunse l'incarico il 1 maggio 2005, prendendo il posto di David Klein. Fischer acquisì dunque la cittadinanza israeliana senza però rinunciare a quella statunitense.
Malgrado l'iniziale scetticismo dell'opinione pubblica israeliana, l'operato di Fischer è stato decisivo nella protezione dell'economia di Israele dagli effetti della grande recessione.
Il 30 giugno 2013, a metà del suo secondo mandato, abbandona anticipatamente l'incarico per dissidi con il premier Benjamin Netanyahu.

### Federal Reserve
Nel gennaio 2014 Fischer viene nominato vicedirettore della Federal Reserve dal presidente degli Stati Uniti Barack Obama ma si è dimesso nel settembre 2017 in polemica con il nuovo presidente degli Stati Uniti Donald Trump. Fischer aveva preso dunque il posto di Janet Yellen, promossa al vertice della Federal Reserve.